# Harmònics artificials i harmònics naturals
Els termes harmònic artificial i harmònic natural fan referència a diferents tipus d'harmònics que es poden interpretar amb instruments de corda segons el mode d'executar-los. S'anomenen harmònics naturals aquells produïts en una corda a l'aire, mentre que s'anomenen artificials aquells produïts en una corda trepitjada.

## Harmònics en una corda

Execució de diferents notes i harmònics en una corda (feu clic per a ampliar).

Una corda tensa vibra vibra amb un espectre harmònic la freqüència fonamental del qual depèn de la densitat, la tensió i la llargada de la corda; més precisament, és inversament proporcional a la llargada. La vibració de la corda es descompon en suma de diferents modes de vibració que corresponen a les diferents freqüències de l'espectre harmònic, totes elles múltiples enters f, 2f, 3f, 4f, ..., de la freqüència fonamental f.
Els harmònics es produeixen tocant lleugerament la corda en certs punts al llarg de la mateixa. Si es toca en un punt arbitrari es "maten" tots els modes de vibració i queda un so apagat. Tanmateix, tocant en certs punts concrets que corresponguin a divisions de la llargada de la corda per enters petits, s'està tocant en nodes d'alguns modes de vibració. Aquests modes no són doncs amortits pel contacte amb el dit, mentre que sí que ho són el mode fonamental i d'altres. El resultat és un so que, per la seva composició de freqüències, es percep amb una major altura que la que correspondria a la corda lliure.

## Harmònics naturals i harmònics artificials
Quan els harmònics es produeixen en una corda que sona a l'aire (és a dir, sense ser petjada pels dits) s'anomenen naturals. Si es produeixen en una corda petjada es diuen artificials, tot i que la denominació només fa referència a la forma d'execució.
La producció d'un harmònic artificial és més complicada perquè amb la mateixa mà (usualment l'esquerra) l'instrumentista ha de prémer amb un dit la corda sobre la nota que correspongui i amb un altre dit ha de tocar lleugerament la mateixa corda, pel costat que toca al pont, a fi de produir l'harmònic.
Una variant dels harmònics artificials són els pinch harmonics que s'executen amb la guitarra elèctrica.